# Чемпионат мира по конькобежному спорту на отдельных дистанциях 2025 — командная гонка (мужчины)
Соревнования в командной гонке среди мужчин на чемпионате мира по конькобежному спорту на отдельных дистанциях 2025 года прошли 14 марта на катке «Викингскипет» в Хамаре, Норвегия. Участие приняли 8 команд отобравшихся по итогам Кубка мира (7 по итоговому положению и 1 по лучшему времени на этапах Кубка мира). Помимо этого, был составлен список из 6 резервных команд на основе лучшего времени на этапах Кубка мира в сезоне.

## Результаты
| Место | Страна                                                        | Время                  | Отставание             |
| ----- | ------------------------------------------------------------- | ---------------------- | ---------------------- |
| 1     | США · Кейси Доусон · Эмери Леман · Итан Сепуран               | 3.39,24                |                        |
| 2     | Италия · Андреа Джованнини · Давиде Гьотто · Микеле Мальфатти | 3.41,17                | +1,93                  |
| 3     | Нидерланды · Крис Хёйзинга · Марсел Боскер · Бо Снеллинк      | 3.41,91                | +2,67                  |
| 4     | Япония · Мотонага Арито · Сёму Сасаки · Рику Цутия            | 3.44,76                | +5,55                  |
| 5     | Бельгия · Джейсон Саттелс · Индра Мегард · Барт Свингс        | 3.45,09                | +5,85                  |
| 6     | Китай · Ван Шуайхань · У Юй · Пань Баошо                      | 3.45,10                | +5,86                  |
| 7     | Франция · Тимоти Лубино · Жермен Дешам · Валентин Тибо        | 3.45,16                | +5,92                  |
|       | Норвегия · Сандер Эйтрем · Педер Конгсхёуг · Сигурд Хенриксен | Не закончили дистанцию | Не закончили дистанцию |